# William Marsden
William Marsden (ur. 16 listopada 1754 w Verval, zm. 6 października 1836 w Aldenham) – brytyjski uczony orientalista, historyk, lingwista i numizmatyk; pionier badań naukowych nad Indonezją.
Upamiętniony został w nazwie rodzaju roślin Marsdenia z rodziny toinowatych.